# Кіктенко Гордій Олексійович
Горді́й Олексі́йович Кікте́нко (1992—2014) — солдат резерву, Міністерство внутрішніх справ України, учасник російсько-української війни.

## Життєпис
Народився 1992 року в місті Олександрія (Кіровоградська область). У віці 4 років втратив мати, його виховували бабуся і дідусь. 2008 року закінчив Олександрійську ЗОШ № 15, 2011 року — ПТУ № 17, верстатник широго профілю. Був відомим у Олександрії як активіст руху вболівальників футбольного клубу ФК «Олександрія», захоплювався малюванням та танцями у стилі хіп-хоп.
Призваний на строкову військову службу до лав ЗСУ, згодом продовжив службу за контрактом. У грудні 2013-го звільнився в запас й повернувся до Олександрії.
Під час Революції Гідності — в лавах активістів олександрійської Самооборони, чергував на блокпосту. Згодом підписав контракт про проходження служби у військовому резерві Національної гвардії України, зарахований до резервного батальйону спеціального призначення «Донбас», кулеметник.
29 серпня 2014-го загинув у селі Червоносільське під час бою з російськими десантниками — Гордій піднявся на повний зріст з кулеметом у руках, та почав стріляти в бік окупантів. Поранення були несумісні з життям — із великокаліберних кулеметів.
3 вересня тіло Гордія разом з тілами 96 інших загиблих у Іловайському котлі привезли до дніпропетровського моргу. Упізнаний родиною та похований в Олександрії. Без Гордія лишилася тільки 85-річна бабуся.

## Нагороди і вшанування
За особисту мужність і героїзм, виявлені у захисті державного суверенітету та територіальної цілісності України, вірність військовій присязі під час російсько-української війни
- нагороджений орденом «За мужність» III ступеня (26.2.2015, посмертно).
- Його портрет розміщений на меморіалі «Стіна пам'яті полеглих за Україну» у Києві: секція 3, ряд 8, місце 17
- Вшановується 29 серпня на щоденному ранковому церемоніалі вшанування українських захисників, які загинули цього дня у різні роки внаслідок російської збройної агресії[1]
- Іловайський Хрест (посмертно)
- Наказом № 137 від 6.8.2015 на честь Гордія його позивним — «Банг» — названо одну з самохідних зенітних установок 46-го окремого батальйону «Донбас-Україна».